# بیل باکینگ
بیل باکینگ (انگلیسی: Bill Bocking؛ 11 June 1902 – ۱۹۸۵ (۸۲−۸۳ سال)) بازیکن فوتبال بود.